# Кабрера, Лидия
Лидия Кабрера (исп. Lydia Cabrera; 20 мая 1899, Гавана — 19 сентября 1991, Майами) — кубинский этнограф, писательница, исследователь и популяризатор афрокубинского наследия.

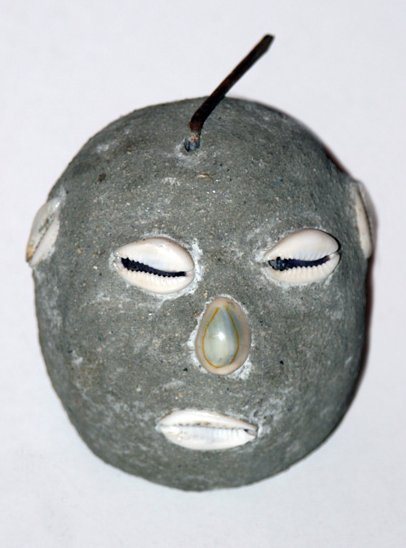
Элеггуа, священное дитя. Маска йоруба

## Биография и труды
Из-за болезни получила домашнее воспитание, запоем читала испанских романтиков, обожала Дюма. Благодаря отцу, известному адвокату, любителю и собирателю музыкального фольклора, рано заинтересовалась афрокубинскими традициями. С 1914 года занималась в Академии изящных искусств в Гаване. В 1923 году отец умер. В 1925 году Лидия отправилась в Европу и в 1927 приехала в Париж, думая стать художницей. Жила на Монмартре вместе с матерью, на лето они уезжали в Италию. В 1930 году Лидия окончила École du Louvre, среди её преподавателей была Александра Экстер (позднее она иллюстрировала одну из «сказок» Лидии Кабрера). В 1932 году скончалась её мать. Лидия начала обрабатывать и записывать негритянские сказки, публиковала их во французских журналах Cahiers du Sud и Les Nouvelles Littéraires. В 1936 году вышел сборник Contes nègres de Cuba (Сказки кубинских негров) в переводах Франсиса де Миомандра, он имел большой успех.
В 1938 году Лидия вернулась на Кубу, занималась в провинции полевыми исследованиями афроамериканских и афрокарибских верований и поверий, тайных обществ, сакральных обрядов и языков, народной медицины (сантерия народа йоруба и др.). В 1940 году книга негритянских сказок, по дружескому настоянию и при посредничестве Габриелы Мистраль, была опубликована на испанском языке в Гаване в маленьком издательстве, принадлежавшем испанскому поэту-эмигранту поколения 27 года Мануэлю Альтолагирре. В 1948 году последовал второй том сказок (третий вышел в 1971 году, уже в эмиграции в Майами). В 1954 году появился главный и основополагающий труд Кабреры Пустошь (заметки о религиях, магии, верованиях и фольклоре негров и народа Кубы), он выдержал множество изданий, переведён на различные языки.
В 1960 году, после победы Кубинской революции, Лидия Кабрера переехала в Майами. До 1970 года она ничего не публиковала, затем вернулась к активной работе. Оставила университету Майами свою богатейшую библиотеку. Там же находится её архив.

## Дружеские и творческие связи
Дружила и переписывалась с крупнейшими деятелями латиноамериканской культуры (Октавио Пас, Хосе Лесама Лима, Габриела Мистраль, Гильермо Кабрера Инфанте, Рейнальдо Аренас), французскими этнологами (Роже Каюа, Роже Бастид, Альфред Метро). Федерико Гарсиа Лорка посвятил ей свой Романс о неверной жене.

## Интересные факты
В романе Гильермо Кабреры Инфанте Три тоскливых тигра есть глава, стилизованная под мифологическую прозу Лидии Кабрера.

## Избранные публикации
- Contes nègres de Cuba. Paris: Gallimard, 1936.
- Cuentos negros de Cuba. La Habana: Imprenta La Verónica, 1940
- El monte: igbo finda, ewe orisha, vititinfinda (Notas sobre las religiones, la magia, las supersticiones y el folklore de los negros criollos y del pueblo de Cuba). La Habana: Ediciones C.R., 1954
- Refranes de negros viejos. La Habana: Ediciones C.R., 1955
- Anagó: vocabulario lucumí (El yoruba que se habla en Cuba). La Habana, Ediciones C.R., Col. del Chicherekú, 1957
- La sociedad secreta Abakuá, narrada por viejos adeptos. La Habana: Ediciones C.R., 1958
- Otán Iyebiyé: las piedras preciosas. Miami: Ediciones Universal, 1970
- Anaforuana: ritual y símbolos de la iniciación en la sociedad secreta Abakuá. Madrid: Ediciones C.R., 1975
- La medicina popular en Cuba. Miami: Ediciones Universal 1984
- Los animales y el folklore de Cuba. Miami: Ediciones Universal, Colección del Chicherekú, 1988
- La lengua sagrada de los ñáñigos. Miami: Ediciones Universal, 1988
- Páginas sueltas/ Ed. de Isabel Castellanos. Miami: Ediciones Universal, Col. del Chicherekú en el exilio,1994